# Phyllodrepa melis
Phyllodrepa melis är en skalbaggsart som beskrevs av Hans Jacob Hansen 1940. Phyllodrepa melis ingår i släktet Phyllodrepa, och familjen kortvingar. Arten är reproducerande i Sverige.